# Szlak Grunwaldzki
Szlak Grunwaldzki – samochodowy szlak turystyczny umożliwiający zwiedzenie południowo-zachodniej części województwa warmińsko-mazurskiego. Szlak rozpoczyna się i kończy w Olsztynie. Jego długość wynosi 283 km.

## Charakterystyka

Bitwa pod Grunwaldem na obrazie Jana Matejki

Szlak wyrusza z Olsztyna drogą krajową nr 16 w kierunku Ostródy (ulica Sielska). Pierwszą miejscowością na trasie, jaką opisują przewodniki turystyczne jest Gietrzwałd, miejsce objawień maryjnych z 1877. We wsi tej znajduje się Sanktuarium Maryjne. Z Gietrzwałdu szlak nadal kieruje się ku Ostródzie, mijając po drodze Zawady Małe, gdzie znajduje się cmentarz jeńców zamordowanych w 1945 roku przez żołnierzy niemieckich oraz Stare Jabłonki, jeden z głównych ośrodków wypoczynkowych w regionie. Po kolejnych 11 kilometrach trasa szlaku dociera do Ostródy, miejsca, gdzie w 1807 roku rezydował cesarz Francuzów, Napoleon Bonaparte. Z Ostródy szlak zmierza ku Lubawie. Po drodze mija takie miejscowości, jak Pietrzwałd, gdzie mieści się XVII-wieczny drewniany kościół oraz Wysoka Wieś, najwyżej położona miejscowość w województwie warmińsko-mazurskim. W pobliżu wsi znajduje się Dylewska Góra, najwyższe wzniesienie w regionie, a także Jezioro Francuskie, z którym wiąże się legenda niejako wyjaśniająca pochodzenie nazwy akwenu. Po 86 kilometrów od startu szlak dociera do Lubawy, jednego z najstarszych miast w regionie posiadający wśród zabytków m.in. XVII-wieczny drewniany kościół parafialny pw. św. Barbary oraz kościół parafialny pw. św. Anny z I połowy XIV wieku. Tuż za Lubawą szlak mija Sampławę, wieś z XIV-wiecznym gotyckim kościołem. Turyści, którzy dotarli do Sampławy, kierując się z podlubawskiej wsi ku północy, mają możliwość udania się do Iławy, miasta położonego nad jeziorem Jeziorak (najdłuższe jezioro w Polsce) oraz Szymbarka, gdzie znajdują się ruiny największego zamku w województwie. Z Sampławy szlak kieruje się w kierunku południowym ku Nowemu Miastu Lubawskiemu po drodze mijając m.in. miejscowość o nazwie Bratian. Tu miała miejsce ostatnia narada krzyżacka przed bitwą grunwaldzką. W Nowym Mieście Lubawskim najstarszym zabytkiem jest XIV-wieczny gotycki kościół pw. św. Tomasza. Stąd szlak rusza w kierunku Lidzbarka. Wielu turystów odwiedza także oddalony o 5 km od Nowego Miasta Lubawskiego Kurzętnik, który nie znajduje się na trasie Szlaku Grunwaldzkiego. Na 4 dni przed bitwą pod Grunwaldem nieopodal Kurzętnika stacjonował ze swą armią Władysław Jagiełło. Spod owej wsi jego wojska zawróciły, by uniknąć bitwy podczas przeprawy przez umocnioną przez Krzyżaków dolinę rzeki Drwęcy. Przed dotarciem do Lidzbarka szlak mija jeszcze wieś o nazwie Boleszyn, gdzie uwagę zwiedzających przyciąga głównie XVIII-wieczny drewniany kościół wykonany z modrzewia. Na 135. kilometrze od startu trasa szlaku dociera do Lidzbarka, gdzie mieści się m.in. kościół św. Wojciecha. Stąd szlak wiedzie do Działdowa, jedynego mazurskiego miasta, które zostało włączone do Polski na podstawie 28. punktu traktatu wersalskiego bez plebiscytu. Głównym zabytkiem Działdowa jest XIV-wieczny zamek krzyżacki. 24 kilometry za Działdowem szlak dociera do Nidzicy, gdzie również mieści się krzyżacka warownia. Kolejne miejscowości na trasie szlaku to Łyna, Dobrzyń, Szkotowo. W pobliżu pierwszej z nich znajduje się rezerwat przyrody Źródła Rzeki Łyny. Na 225. kilometrze od startu z Olsztyna szlak dociera do wsi Dąbrówno, niegdyś miasta będącego pod panowaniem Krzyżaków, na dzień przed bitwą pod Grunwaldem zdobytego i spalonego przez Władysława Jagiełłę. Dziewięć kilometrów dalej trasa szlaku mija Grunwald, miejsce największej bitwy średniowiecznej Europy. 27 kilometrów przed końcem szlak, jego trasa dociera do Olsztynka, mazurskiego miasta z jednym z największych polskich i europejskich skansenów. Olsztynek jest ostatnim miastem na trasie szlaku, który na 283. kilometrze kończy się w Olsztynie.

## Trasa

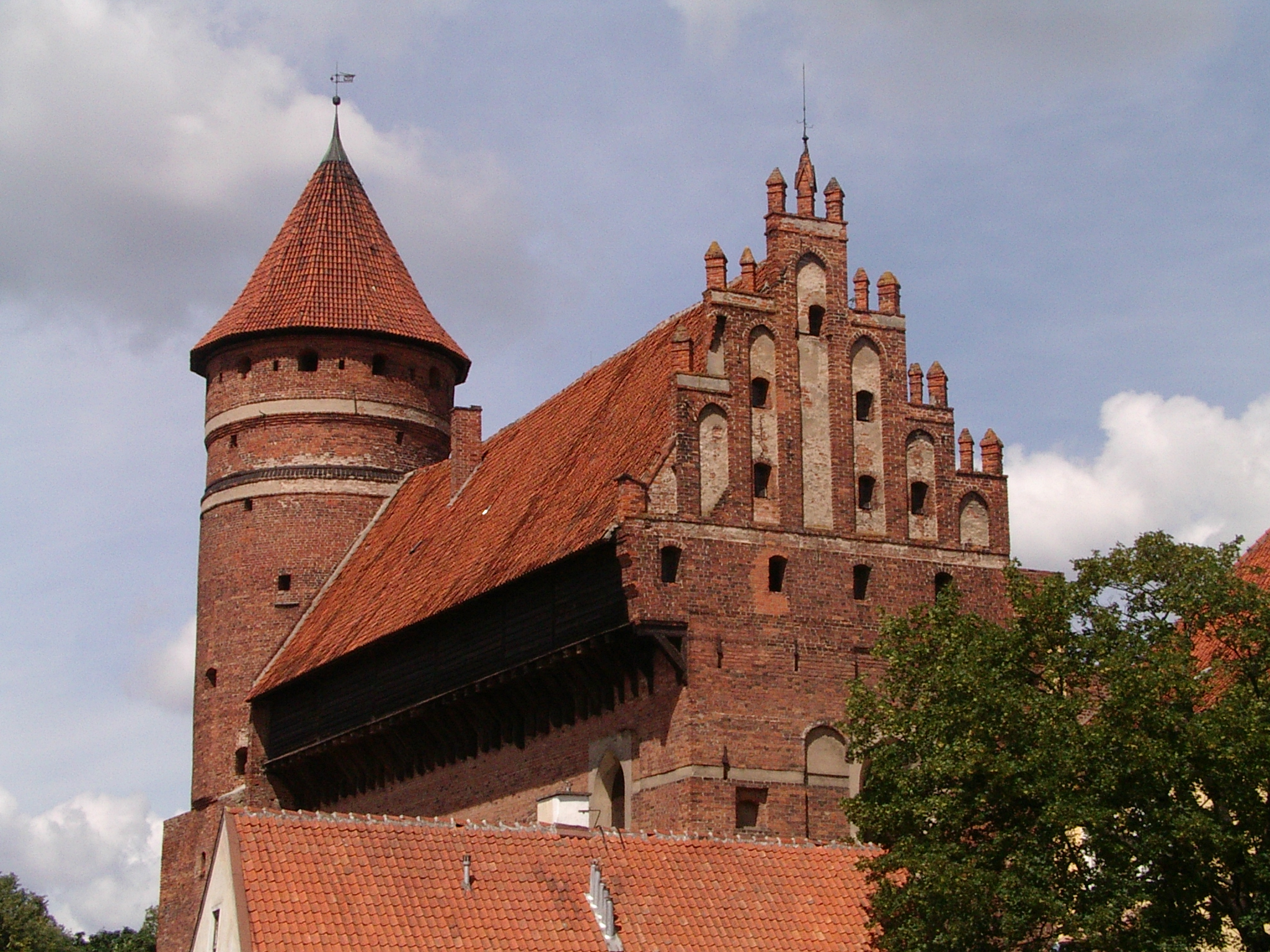
Zamek Kapituły Warmińskiej w Olsztynie

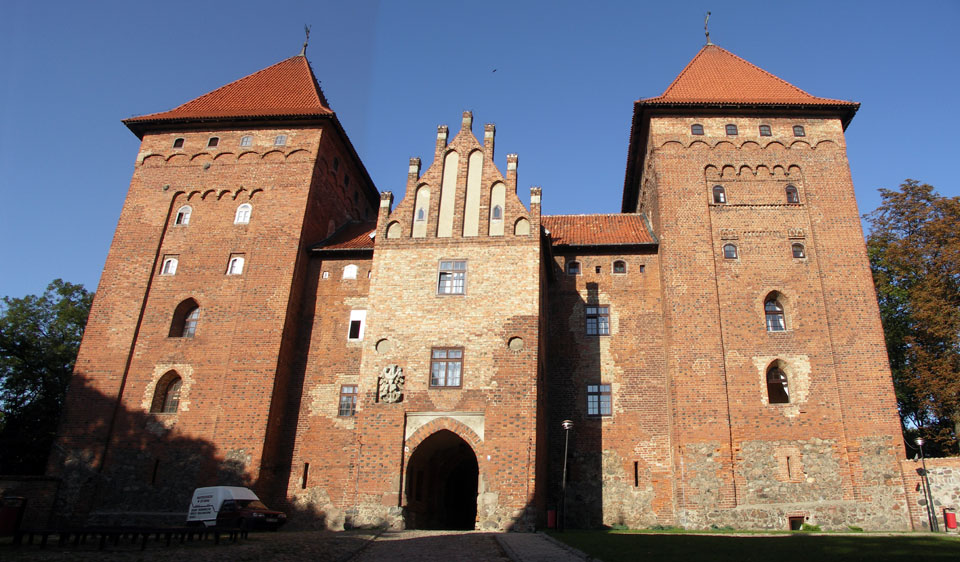
Zamek krzyżacki w Nidzicy

| Km     | Miejsce na trasie     | Km     |
| ------ | --------------------- | ------ |
| 0.00   | Olsztyn               | 283.00 |
| 17.00  | Gietrzwałd            | 266.00 |
| 29.00  | Zawady Małe           | 254.00 |
| 31.00  | Stare Jabłonki        | 252.00 |
| 42.00  | Ostróda               | 241.00 |
| 60.00  | Pietrzwałd            | 223.00 |
| 62.00  | Wysoka Wieś           | 221.00 |
| 86.00  | Lubawa                | 197.00 |
| 91.00  | Sampława              | 192.00 |
| 99.00  | Bratian               | 184.00 |
| 103.00 | Nowe Miasto Lubawskie | 180.00 |
| 119.00 | Boleszyn              | 164.00 |
| 135.00 | Lidzbark              | 148.00 |
| 160.00 | Działdowo             | 123.00 |
| 184.00 | Nidzica               | 99.00  |
| 197.00 | Łyna                  | 86.00  |
| 225.00 | Dąbrówno              | 58.00  |
| 234.00 | Grunwald              | 49.00  |
| 255.00 | Olsztynek             | 28.00  |
| 273.00 | Dorotowo              | 10.00  |
| 283.00 | Olsztyn               | 0.00   |